# Vietnam Airlines
Vietnam Airlines is de nationale luchtvaartmaatschappij van Vietnam en is opgericht als staatsbedrijf in april 1989. De huidige maatschappij Vietnam Airlines Corporation is gevormd in 1996 door samenvoeging van verschillende onderdelen. In 2014 werkten er ruim 10.000 mensen bij de maatschappij.
Het bestuur van de maatschappij bestaat uit zeven leden die wordt geleid door de president.
Per 31 december 2019 was Vietnam de grootste aandeelhouder met 86,2% van de aandelen. Het Japanse All Nippon Airways (ANA) hield een belang van 8,8%.

## Geschiedenis
Vietnam Airlines is opgericht in 1976 als Hang Khong Viet Nam als een onderdeel van de Noord-Vietnamese luchtmacht. Na de hereniging van Noord en Zuid-Vietnam werd de naam in 1989 gewijzigd in Vietnam Airlines en in 1996 geprivatiseerd. In 2003 werd de eerste Boeing 777 aan de vloot toegevoegd. In 2010 werd Vietnam Airlines lid van de SkyTeam luchtvaartalliantie.
Op 27 december 2015 vierde de maatschappij het vervoer van 160 miljoen passagiers sinds de oprichting van de luchtvaartmaatschappij 20 jaar geleden. In 2015 maakten meer dan 17 miljoen passagiers gebruikt van de diensten van Vietnam Airlines.
In november 2014 kreeg de maatschappij een beursnotering op de Ho Chi Minh Stock Exchange. De overheid is van plan een meerderheidsbelang van 75% te houden en wil ongeveer een vijfde van de aandelen verkopen aan een strategische partner. In januari 2016 werd bekend dat de ANA een aandelenbelang van 9% zal nemen in Vietnam Airlines. Als de regering hiermee instemt, dan betaalt ANA 108 miljoen dollar voor de aandelen. Deze transactie werd medio 2016 afgerond.
In september 2023 bestelde de luchtvaartmaatschappij 50 vliegtuigen van het type Boeing 737 MAX. De nieuwe vliegtuigen gaan verouderde toestellen vervangen.

## Vloot
De vloot van Vietnam Airlines bestond in mei 2020 uit de volgende 103 toestellen.
- 73 Airbus A321-200
- 14 Airbus A350-900
- 1 ATR 72-500
- 11 Boeing 787-9
- 4 Boeing 787-10

In het verleden heeft Vietnam Airlines met de volgende types vliegtuigen gevlogen:
- Airbus A300B4
- Airbus A310-200 en A310-300
- Airbus A320-200
- Airbus A330-200 en A330-300
- Boeing 737-300
- Boeing 767-200 en 767-300
- Boeing 777-200